# Systellogaster breviventris
Systellogaster breviventris là một loài ruồi trong họ Asilidae. Systellogaster breviventris được Rondani miêu tả năm 1848. Loài này phân bố ở vùng Tân nhiệt đới.